# Bernard Rollin
Bernard E. Rollin (18 de fevereiro de 1943 - 19 de novembro de 2021) foi um filósofo americano, professor de filosofia, ciências animais e ciências médicas na Universidade do Estado do Colorado.

## Carreira
Rollin se especializou em direitos dos animais e na filosofia da consciência e é autor de um numero de influentes livros no campo, incluindo Direitos dos Animais e Moralidade Humana (1981), O Grito Inaceitável: Consciência Animal, Dor Animal e Ciência (1988), Bem-estar dos animais de fazenda (1995) e Ciências e Éticas (2006). Ele também é co-autor de dois volumes, O Animal Experimental em Pesquisa Biomédica (1989 e 1995). Bernard publicou suas memórias em 2011, Colocando o Cavalo Antes dos Descartes.
Ele foi proeminentemente destacado no filme sobre especismo, O Humano Superior?, no qual ele analisa a ideologia de René Descartes para ajudar a mostrar que os animais pensam e sentem. Ele ajudou a esboçar as emendas de 1985 do Código de Bem-estar dos Animais.
Rollin foi membro do Scientific Expert Advisory Council (SEAC), para o bem-estar dos animais australianos, fazendo parte do grupo Instituto de Ajuda aos Animais Sem Voz. SEAC é um grupo de acadêmicos ao redor do mundo que assessoram os sem voz na produção de pesquisas de qualidade e publicações que expõem crueldades animais legalizadas e informa o público em um debate. Ele também é um membro condecorado de Farm Forward, uma 501(c)(3) organização não governamental que implementa inovações estratégicas pra promover a consciência de opções alimentares, reduzir o sofrimento dos animais de fazenda e avançar para uma agricultura sustentável.

## Livros
- Direitos dos Animais e Moralidade Humana (1981)
- O Grito Inaceitável: Consciência Animal, Dor Animal e Ciência (1988)
- Bem-estar dos animais de fazenda (1995)
- Ciências e Éticas (2006)
- O Animal Experimental em Pesquisa Biomédica (1989 e 1995)